# Jason Upton
Jason Upton (15 december 1973) is een Amerikaanse christelijke zanger-tekstschrijver, musicus en componist. Zijn muzikale creaties zijn christelijk van aard en zijn geïnspireerd door volksmuziek. Jason Upton beheert een eigen platenmaatschappij Key of David Ministries, maar ondanks dat zijn sommige cd's gedistribueerd door sommige grotere christelijke platenmaatschappijen zoals Sparrow Records (EMI), Gotee Records en Integrity Music.
Upton heeft ondertussen een aantal concerten gegeven in Nederland. Al deze concerten werden georganiseerd door Soul Survivor.
In Amerika is Upton inmiddels een artiest van formaat. Zijn stijl is volkomen uniek; rauw, soms filosofisch en hier en daar geïmproviseerd. Upton werd geboren in 1973 en in maart 1974 geadopteerd door een christelijke gezin. Hij groeide op in Minneapolis. Al op vijftienjarige leeftijd leidde hij de muzikale aanbidding in verschillende kerken verspreid over heel Amerika. In deze periode nam hij zijn eerste plaat op. In december 1995 trouwde Upton. Ze hebben samen vier kinderen.

## Evenementen en tours
Upton toert regelmatig door de Verenigde Staten, Canada, Europa en Zuid-Amerika, waar hij kerkdiensten en conferenties leidt. Hij verschijnt zeer zelden op televisie, daarentegen heeft hij al minstens 2 keer een bezoek gebracht aan de Amerikaanse show the 700 club. Upton wordt ook niet regelmatig gespeeld op grote christelijke radiostations. Tijdens aanbiddingsdiensten speelt hij niet alleen op de piano/keyboard, hij is ook zanger, verkondiger en bemoedigt gemeentes.

## Muzikale carrière
Upton bracht zijn eerste cd, Key of David, in 2000 uit. Deze cd is opgenomen, live in Virginia Beach, en is geproduceerd door Uptons eigen Key of David Ministries. Meer dan de helft van de cd bevat niet geoefende, spontane liederen en openbaringen.
Op 14 augustus 2001 bracht Upton zijn tweede album Faith uit. Ook deze cd was een live-opname maar is later in de studio nabewerkt. Faith was Uptons eerste professionele opname. Het nummer "Faith" van het gelijknamige album is een spontaan nummer, een nummer dat hij niet op de planning had staan, Upton benoemt hem op zijn album dan ook als een 'Geestelijk lied'. Ondanks dat het album enorm verschilt met zijn vorige album Key of David werd het album goed onthaald.

## Discografie
- Key of David (2000), Key Of David Ministries
- Faith (2001), 40Records
- Jacob's Dream (2002), Key Of David Ministries
- You Are the One (2002, Single), Sparrow Records
- Dying Star (2003), Key Of David Ministries
- Remember (2003), Key Of David Ministries
- Trusting the Angels (2004), Key of David Ministries
- Great River Road (2005), Gotee Records
- Open Up the Earth (2005), Key Of David Ministries
- Between Earth and Sky (2007), Key Of David Ministries
- Beautiful People (2007), Integrity Music
- 1200 Ft Below Sea level (2008), Key Of David Ministries
- On the Rim of the Visible World (2009), Key Of David Ministries
- Family Music (2010), Key Of David Ministries
- Live from Dublin (2010), Key Of David Ministries
- Glimpse (2012), Key of David Ministries
- Sunday Morning (2013), Key Of David Ministries
- A table full of strangers, Vol.1 (2015), Key Of David Ministries
- A table full of strangers, Vol.2 (2018), Key Of David Ministries

## Award
In 2007, werd het album “Between Earth and Sky” benoemd als CBN’s meest eigentijdse christelijke album van 2007.